# Epidendrum arnoldii
Epidendrum arnoldii es una orquídea del género Epidendrum endémica de Colombia.

## Descripción
Las flores se producen en una inflorescencia vertical ramificada que se produce al final del tallo. Las flores son dulcemente fragantes y numerosas.

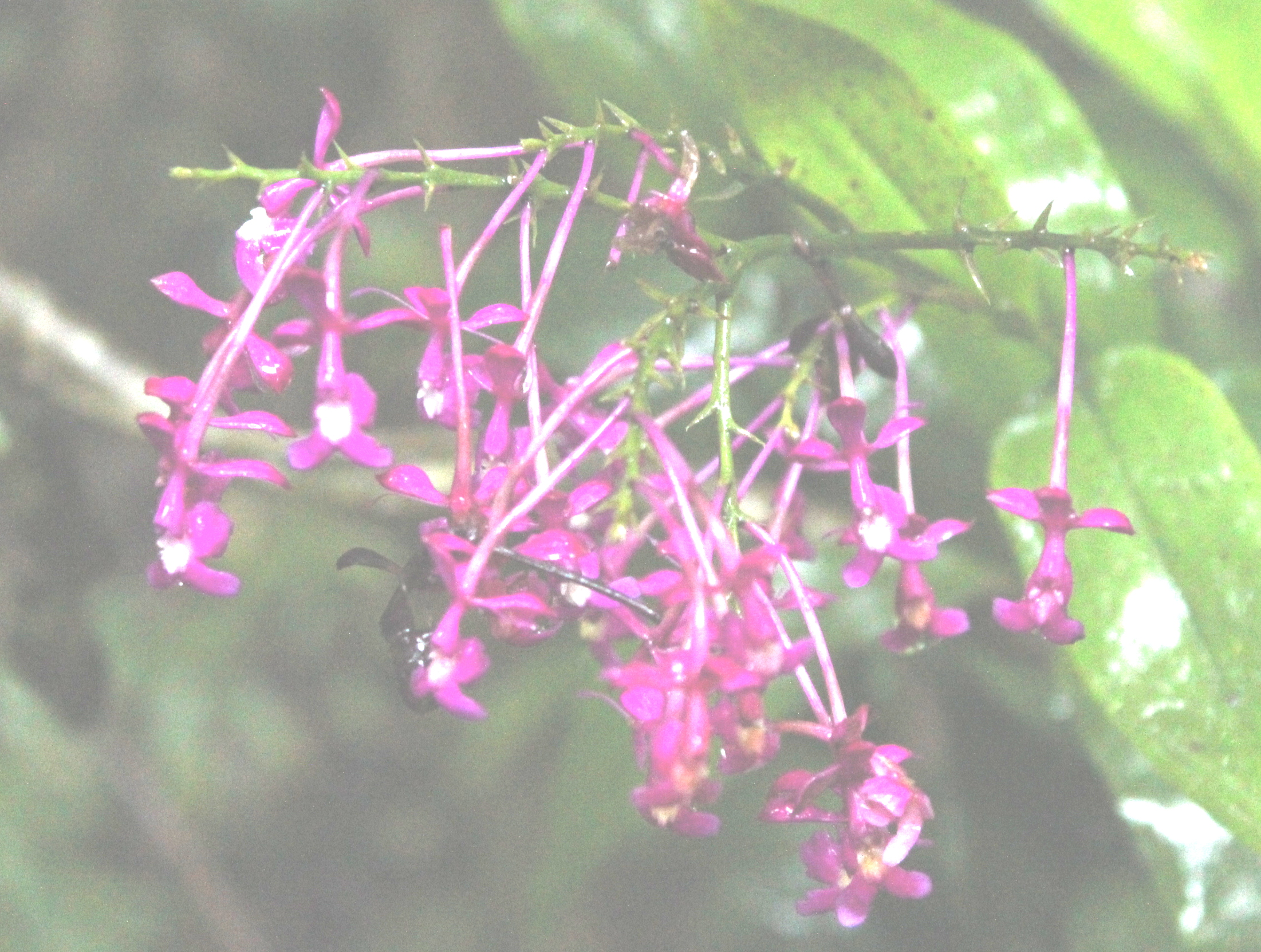
Epidendrum arnoldii en Arcabuco, Colombia.

## Distribución
Es endémica de la zona central de Colombia. Se puede encontrar en el bosque andino entre los 2800 y 3300 m s. n. m.